# Afzelia bracteata
Afzelia bracteata är en ärtväxtart som beskrevs av George Bentham. Afzelia bracteata ingår i släktet Afzelia och familjen ärtväxter. Inga underarter finns listade i Catalogue of Life.